# Aeroport de Tenerife Nord
L'Aeroport de Tenerife Nord (codi IATA: TFN, codi OACI: GCXO), antic Aeroport de Los Rodeos, és un aeroport espanyol d'AENA situat a l'illa de Tenerife, en el terme municipal de San Cristóbal de La Laguna. La seva categoria OACI és 4-E, mentre que per a la DGAC espanyola és un aeroport de segona categoria.
L'aeroport forma part de l'aeròdrom d'utilització conjunta Tenerife Nord/Los Rodeos juntament amb la Base Aèrea de Los Rodeos de les FAMET (Fuerzas Aeromóviles del Ejército del Aire). Amb 4.704.863 passatgers l'any 2017 és el segon aeroport de Tenerife després de l'Aeroport de Tenerife Sud (amb 11.249.327 passatgers) el cinquè de Canàries i el catorzè d'Espanya. Tot i així, Tenerife és l'illa que té l'espai aeri més saturat, amb un moviment de 15.954.190 passatgers l'any 2017 a través dels seus dos aeroports, l'Aeroport de Tenerife Sud i l'Aeroport de Tenerife Nord.
El destí més trànsitat és Madrid-Barajas, que arriba a xifres superiors al milió i mig de passatgers anuals, seguit de Barcelona, Sevilla, Bilbao, Màlaga i València.

## Història
L'aeroport va ser creat després de la petició de Lufthansa d'enllaçar l'illa amb Berlín via Sevilla. Per a això el Cabildo va condicionar uns terrenys en un altiplà a la part alta del municipi de San Cristóbal de la Laguna (a una altitud de més de 600 metres sobre el nivell del mar), en uns terrenys comprats pel Cabildo de Tenerife. El seu primer vol data de 1929, un avió Arada VI procedent de Sevilla, com aeròdrom amb pista de terra. Durant quinze anys rep diversos vols. La Reial Ordre de 14 de maig de 1930 aprova la seva designació com aeroport nacional, es construeix la terminal (finalitzada el 1943) fins que el 3 de maig de 1946, una ordre ministerial obre oficialment al trànsit l'aeroport i un decret del 12 de juliol el qualifica com a aeroport duaner obert a tota mena de tràfic nacional i internacional. L'aeroport es va convertir en la principal via d'entrada de turistes cap a Tenerife, i en un lloc de vital importància per a les comunicacions de l'illa.
La pista va ser posteriorment ampliada cap al sud sobre un terraplè de terra. Los Rodeos va canviar en els anys setanta la seva denominació per Aeroport de Tenerife, però encara es coneix pel nom d'Aeroport de Los Rodeos.
El 27 de març de 1977 va tenir lloc un accident a l'aeroport, que es trobava operant per sobre de les seves possibilitats (a causa del tancament del Aeroport de Gran Canària a causa d'una amenaça de bomba realitzada pel grup terrorista MPAIAC) amb una situació meteorològica adversa (estava immers en una densa boira). No obstant això, l'accident es va deure a una cadena d'errors humans. És l'accident aeri amb major nombre de víctimes mortals de la història de l'aviació.
Per això, s'acceleren les obres del segon aeroport de l'illa, que s'estava construint al sud. Després de l'obertura un any després de l'Aeroport de Tenerife Sud, l'Aeroport de Tenerife es va convertir en l'Aeroport de Tenerife Nord i el seu codi IATA va passar a ser  'TFN' , reservant  'TCI'  (el que tenia l'aeroport abans) per a l'illa de Tenerife com a destinació. L'accident i la posterior obertura de l'aeroport del sud va tenir un gran impacte en Los Rodeos, que va perdre la categoria d'aeroport internacional (i per tant tots els vols internacionals) i va veure reduïts severament el nombre de vols nacionals, i com a conseqüència el seu nombre de passatgers va baixar fins a menys de 800.000.

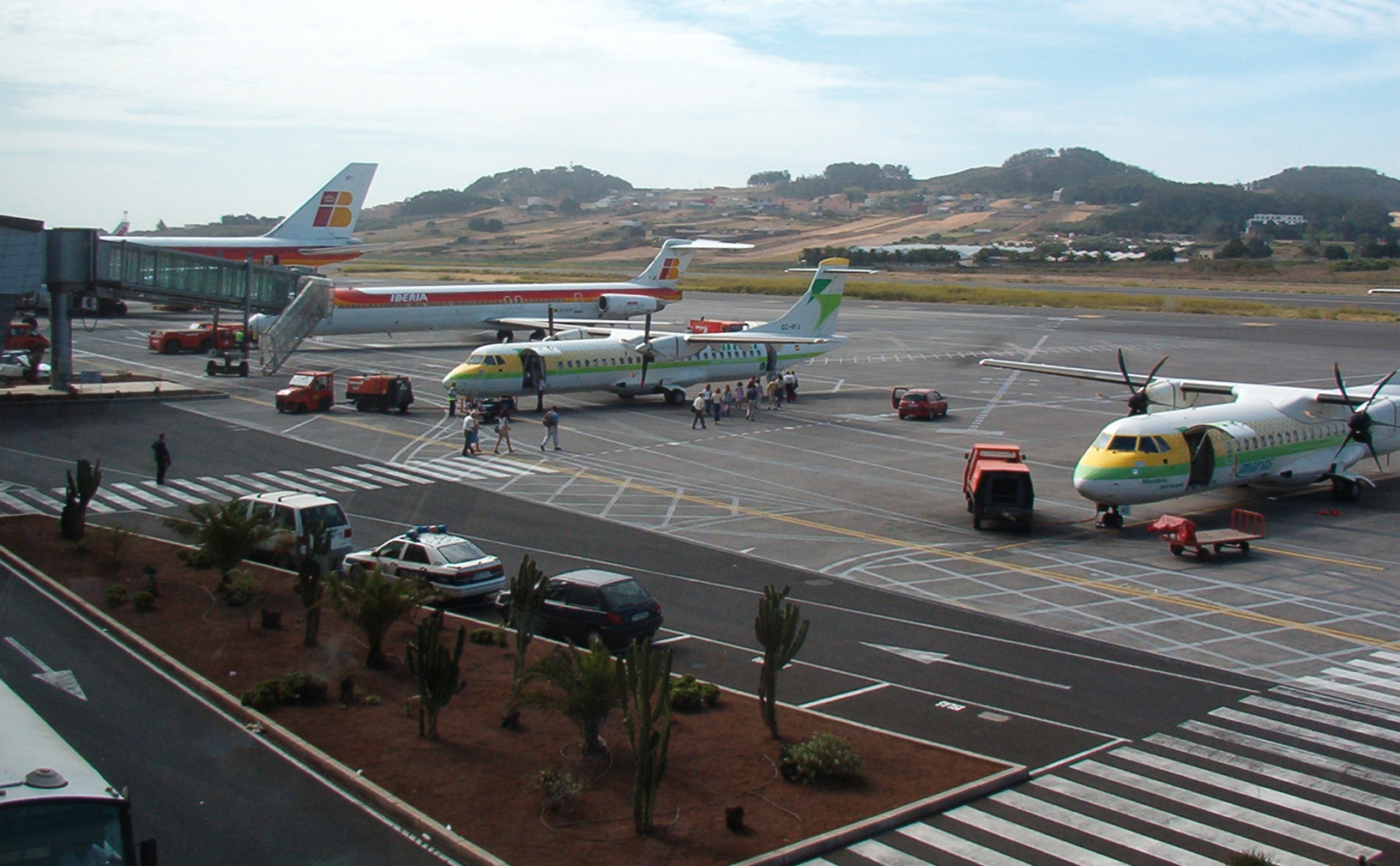
Aeroport de Tenerife Nord.

L'aeroport no obstant va aconseguir ressorgir gràcies als vols interinsulars, especialment amb La Palma i Gran Canària, ja que als usuaris d'aquestes línies, que viatjaven fonamentalment a la zona de Santa Cruz de Tenerife, l'aeroport del sud els quedava massa lluny. L'any 2003 el llavors ministre de Foment, Francisco Álvarez Cascos, va inaugurar una nova terminal, i el mateix any es van recuperar les connexions internacionals quan es van iniciar vols a Caracas. L'any 2005 es va obrir un nou mòdul de la nova terminal destinat en exclusiva als vols interinsulars, pensat per agilitzar l'embarcament d'aquests vols.

### Ampliació
En el Consell de Ministres del 24 d'agost de 2007 es va acordar la urgent ocupació dels béns i drets afectats pel projecte d'ampliació de la plataforma est de l'aeroport de Tenerife Nord, que afectà un total de 22.582 metres quadrats del terme municipal de San Cristóbal de la Laguna, i que incloïa 18 finques. L'objectiu de l'expedient era ampliar la plataforma d'estacionament d'aeronaus per l'est per satisfer la necessitat de posicions d'estacionaments de l'aeroport (3 posicions per a aeronaus tipus B 767) dotant d'accés des del carrer de rodatge paral·lel.
La plataforma s'executà amb lloses de formigó hidràulic en una superfície de 24.000 m2 per a estacionament d'aeronaus i quatre àrees de 3.900 m2, 2.500 m2, 3.800 m2 i 1.200 m2 per a serveis d'assistència en terra, a més dels corresponents vials de servei i accés des de la zona de combustibles.
L'ampliació estava projectada des de 2001, quan es va publicar al BOE el pla director de l'Aeroport de Tenerife Nord.

## Estadístiques
|                            |
| Actualitzat: 31 març 2016. |

|            | Passatgers | Operacions | Mercaderies (tones) |
| ---------- | ---------- | ---------- | ------------------- |
| 2000       | 2,411,100  | 48,902     | 22,462              |
| 2001       | 2,511,277  | 49,132     | 21,060              |
| 2002       | 2,486,227  | 48,785     | 21,148              |
| 2003       | 2,919,087  | 53,718     | 23,842              |
| 2004       | 3,368,988  | 56,592     | 23,647              |
| 2005       | 3,754,513  | 60,235     | 22,163              |
| 2006       | 4,025,601  | 65,297     | 23,193              |
| 2007       | 4,125,131  | 65,843     | 25,169              |
| 2008       | 4,236,615  | 67,800     | 20,781              |
| 2009       | 4,054,147  | 62,776     | 18,304              |
| 2010       | 4,051,155  | 61,607     | 15,918              |
| 2011       | 4,095,103  | 62,590     | 15,745              |
| 2012       | 3,717,944  | 55,789     | 14,778              |
| 2013       | 3,524,470  | 49,289     | 13,493              |
| 2014       | 3,633,030  | 52,694     | 13,991              |
| 2015       | 3,815,315  | 53,259     | 12,819              |
| 2016       | 4,219,633  | 55,669     | 12,426              |
| 2017       | 4,704,863  | 61,098     | 13,044              |
| Font: AENA |            |            |                     |

## Aerolínies i destinacions
Les aerolínies següents operen des de l'Aeroport de Tenerife Nord:
| Ciutats       | Nom de l'Aeroport                                          | Codi IATA | Aerolínies                                                               |        |        |        |
| Àfrica        | Àfrica                                                     | Àfrica    | Àfrica                                                                   | Àfrica | Àfrica | Àfrica |
| ------------- | ---------------------------------------------------------- | --------- | ------------------------------------------------------------------------ | ------ | ------ | ------ |
| Marroc        |                                                            |           |                                                                          |        |        |        |
| Agadir        | Aeroport d'Agadir-Al Massira                               | AGA       | Binter (Estival)                                                         |        |        |        |
| Casablanca    | Aeroport Internacional Mohámmed V                          | CMN       | Royal Air Maroc                                                          |        |        |        |
| Marrakech     | Aeroport de Marrakech-Menara                               | RAK       | Binter (Estiu)                                                           |        |        |        |
| Senegal       |                                                            |           |                                                                          |        |        |        |
| Dakar         | Aeroport Internacional de Dakar-Yoff/Léopold Sédar Senghor | DKR       | Binter                                                                   |        |        |        |
| Europa        |                                                            |           |                                                                          |        |        |        |
| Bulgària      |                                                            |           |                                                                          |        |        |        |
| Sofia         | Aeroport de Sofia                                          | SOF       | Bulgaria Air (Xàrter Estacional)                                         |        |        |        |
| Espanya       |                                                            |           |                                                                          |        |        |        |
| Alacant       | Aeroport d'Alacant                                         | ALC       | Air Europa (Hivern) Air Nostrum (Estacional) Norwegian Air Shuttle       |        |        |        |
| Asturies      | Aeroport d'Asturies                                        | OVD       | Air Europa (Hivern) Air Nostrum (Estacional) Iberia Express (Estacional) |        |        |        |
| Badajoz       | Aeroport de Badajoz                                        | BJZ       | Air Nostrum                                                              |        |        |        |
| Barcelona     | Aeroport de Barcelona-El Prat                              | BCN       | Vueling Norwegian Air Shuttle Ryanair                                    |        |        |        |
| Bilbao        | Aeroport de Bilbao                                         | BIO       | Vueling Air Europa                                                       |        |        |        |
| El Hierro     | Aeroport de El Hierro                                      | VDE       | Binter CanaryFly                                                         |        |        |        |
| Fuerteventura | Aeroport de Fuerteventura                                  | FUE       | Binter CanaryFly                                                         |        |        |        |
| Gran Canària  | Aeroport de Gran Canària                                   | LPA       | Air Europa Binter CanaryFly                                              |        |        |        |
| La Gomera     | Aeroport de La Gomera                                      | GMZ       | Binter                                                                   |        |        |        |
| La Palma      | Aeroport de La Palma                                       | SPC       | Binter CanaryFly                                                         |        |        |        |
| Lanzarote     | Aeroport de Lanzarote                                      | ACE       | Binter CanaryFly                                                         |        |        |        |
| León          | Aeroport de Leon                                           | LEN       | Air Nostrum                                                              |        |        |        |
| Màlaga        | Aeroport de Màlaga-Costa del Sol                           | AGP       | Vueling Air Europa                                                       |        |        |        |
| Madrid        | Aeroport de Madrid-Barajas                                 | MAD       | Air Europa Iberia Express Norwegian Air Shuttle Ryanair                  |        |        |        |
| Palma         | Aeroport de Palma                                          | PMI       | Binter (Comença el maig)                                                 |        |        |        |
| Pamplona      | Aeroport de Pamplona                                       | PNA       | Air Nostrum (Estiu)                                                      |        |        |        |
| Santiago      | Aeroport de Santiago de Compostela                         | SCQ       | Vueling Air Europa (Hivern) Air Nostrum                                  |        |        |        |
| Sevilla       | Aeroport de Sevilla                                        | SVQ       | Vueling Air Europa                                                       |        |        |        |
| València      | Aeroport de València                                       | VLC       | Air Nostrum (Estacional)                                                 |        |        |        |
| Valladolid    | Aeroport de Valladolid                                     | VLL       | Air Europa (Estiu) Air Nostrum (Estival)                                 |        |        |        |
| Vigo          | Aeroport de Vigo                                           | VGO       | Iberia Express (Estival)                                                 |        |        |        |
| Saragossa     | Aeroport de Saragossa                                      | ZAZ       | Air Nostrum (Estiu)                                                      |        |        |        |
| Itàlia        |                                                            |           |                                                                          |        |        |        |
| Roma          | Aeroport de Roma-Fiumicino                                 | FCO       | Alitalia (Hivern)                                                        |        |        |        |
| Portugal      |                                                            |           |                                                                          |        |        |        |
| Madeira       | Aeroport de Madeira                                        | FNC       | Binter (Estiu)                                                           |        |        |        |
| Lisboa        | Aeroport de Lisboa                                         | LIS       | Binter                                                                   |        |        |        |
| Sudamérica    |                                                            |           |                                                                          |        |        |        |
| Veneçuela     |                                                            |           |                                                                          |        |        |        |
| Caracas       | Aeroport Internacional de Maiquetía Simón Bolívar          | CCS       | Plus Ultra Líneas Aéreas (Inicia l'1 de juliol de 2018)                  |        |        |        |